# Josef Dahmen
Josef Dahmen (* 21. August 1903 in Ohligs, heute Solingen; † 21. Januar 1985 in Hamburg; gebürtig Josef Jakob Dahmen) war ein deutscher Schauspieler und Synchronsprecher.

## Biografie

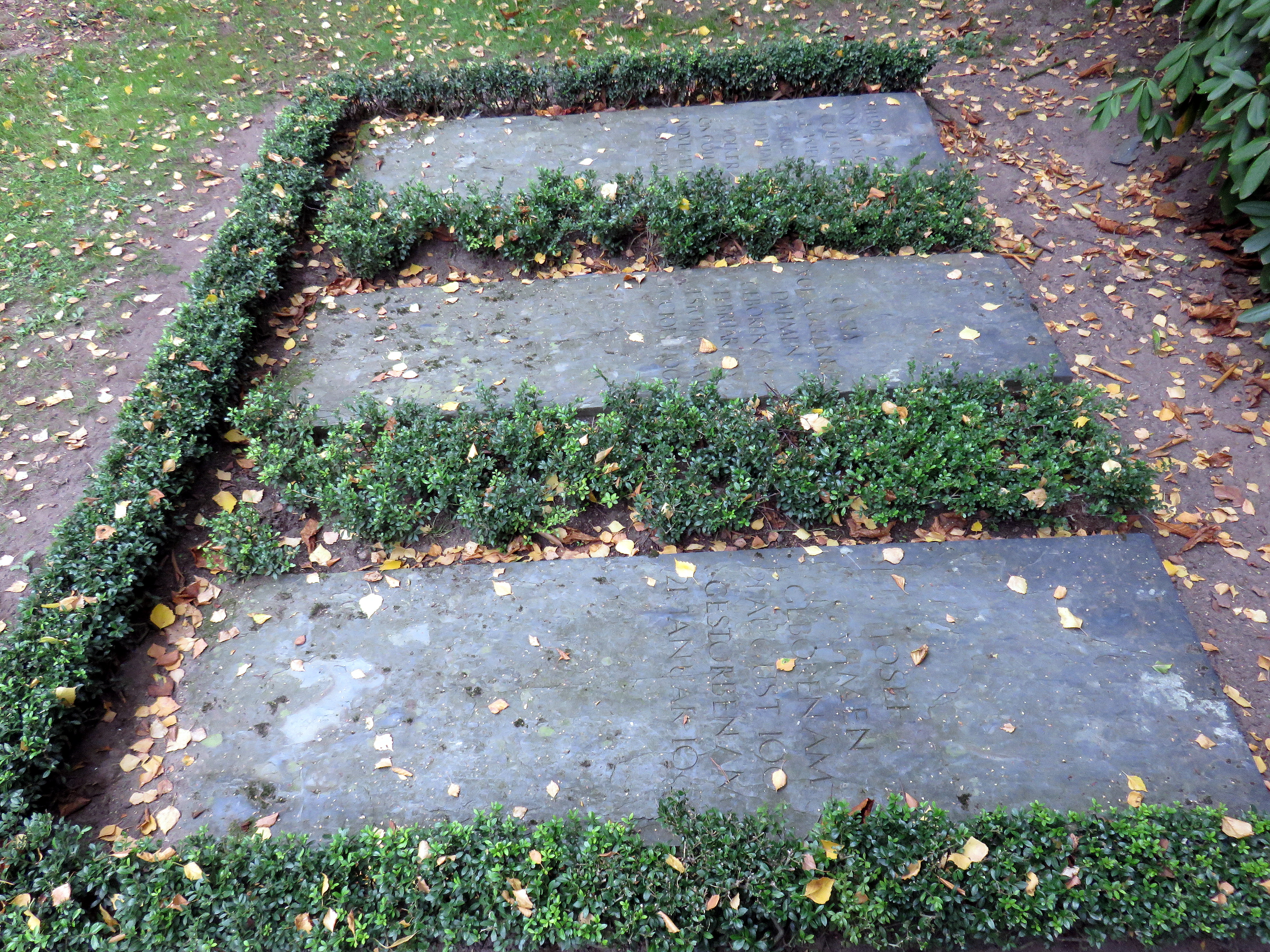
Grabensemble Collande/Dahmen mit Josef Dahmen (vorn) auf dem Friedhof Ohlsdorf

Dahmen nahm 1925/26 Schauspielunterricht bei Erich Ziegel in Hamburg und gab 1925 sein Debüt an den Hamburger Kammerspielen. 1927/28 trat er am Stadttheater Münster auf, 1929 ließ er sich in Berlin nieder. In Berlin spielte er bis zum Kriegsende an verschiedenen Theatern wie der Volksbühne, dem Lessingtheater und dem Deutschen Theater.
1930 erhielt Dahmen seine erste Filmrolle, und in den folgenden Jahren wurde er häufig im deutschen Film eingesetzt, allerdings nur in kleineren Rollen wie Kriminalassistenten und Gaunern. Nach Kriegsende kehrte Dahmen wieder nach Hamburg zurück und spielte dort 1946/47 am Deutschen Schauspielhaus und 1947/48 bei Willy Maertens am Thalia Theater, später wieder am Schauspielhaus.
Beim Film blieb Dahmen weiterhin Kleindarsteller, so etwa als Henker in dem Edgar-Wallace-Film Die Bande des Schreckens oder als Tankstellenbesitzer Edgar Tupper in dem sechsteiligen Straßenfeger Tim Frazer von Francis Durbridge. Als massiger Obersekretär Koldehoff in der Hamburger Krimiserie Hafenpolizei und später als Kommissar in der Kriminalserie Polizeifunk ruft kam er im Alter als Hauptdarsteller noch zu größerer Popularität.
Als Sprecher wirkte Dahmen an zahlreichen Hörspielproduktionen mit. So sprach er 1962 in der fast dreistündigen NDR-Hörspielfassung von R. L. Stevensons Schatzinsel den Ben Gunn und ist in der Winnetou-Hörspielreihe nach Karl May unter anderem als Stimme des Tangua in Erinnerung geblieben, den er in den Produktionen von Konrad Halver und Peter Folken beim Hörspiellabel Europa sprach. Zuvor hatte er für die deutsche Synchronfassung des Karl-May-Films Der Schatz im Silbersee dem jugoslawischen Schauspieler Branco Spoljar die Stimme geliehen und synchronisierte auch Charles Laughton in dem Film Riff-Piraten.
Dahmen war seit dem 17. Januar 1935 mit der Schauspielerin Gisela von Collande verheiratet. Ihre gemeinsame Tochter Andrea Dahmen sowie deren Tochter Julia sind ebenfalls Schauspielerinnen. Josef Dahmen ruht auf dem Friedhof Ohlsdorf neben seiner Frau, Planquadrat AC 11 (nahe Stiller Weg und Riedemann-Mausoleum).

## Filmografie
- 1930: Schneider Wibbel
- 1931: M
- 1932: Das Meer ruft
- 1933: Der Choral von Leuthen
- 1933: Das Testament des Dr. Mabuse
- 1933: Flüchtlinge
- 1933: Polizeiakte 909 (Taifun)
- 1934: Zwischen zwei Herzen
- 1934: Pappi
- 1934: Heinz im Mond
- 1934: La Paloma
- 1934: Lockvogel
- 1934: Liebe, Tod und Teufel
- 1935: Nur nicht weich werden, Susanne!
- 1935: Pygmalion
- 1936: Verräter
- 1936: Der müde Theodor
- 1936: Unter heißem Himmel
- 1936: Die fremde Hand
- 1936: Stadt Anatol
- 1937: Der Musikant von Dornburg
- 1937: Mein Sohn, der Herr Minister
- 1937: Manege
- 1937: Unternehmen Michael
- 1938: Großalarm
- 1938: Mutterlied
- 1938: Urlaub auf Ehrenwort
- 1938: Immer nur du (Solo per te)
- 1938: Pour le Mérite
- 1938: Capriccio
- 1939: Silvesternacht am Alexanderplatz
- 1939: Legion Condor
- 1939: Salonwagen E 417
- 1939: Das unsterbliche Herz
- 1939: Sensationsprozeß Casilla
- 1939: Renate im Quartett
- 1941: Stukas
- 1941: Ohm Krüger
- 1941: Über alles in der Welt
- 1941: Menschen im Sturm
- 1941: Ein Windstoß
- 1941: Sechs Tage Heimaturlaub
- 1942: Diesel
- 1942: Die goldene Stadt
- 1942: Schicksal
- 1942: Zwei in einer großen Stadt
- 1943: Gefährlicher Frühling
- 1943: Ein glücklicher Mensch
- 1943: Besatzung Dora
- 1943/44: Eine kleine Sommermelodie (UA: 1982)
- 1943/45: Kolberg
- 1945: Der Erbförster
- 1948: Blockierte Signale
- 1949: Die letzte Nacht
- 1949: Hafenmelodie
- 1950: Dreizehn unter einem Hut
- 1950: Schatten der Nacht (1950)
- 1950: Die Dritte von rechts
- 1950: Der Fall Rabanser
- 1950: Der Schatten des Herrn Monitor
- 1950: Export in Blond
- 1951: Kommen Sie am Ersten
- 1951: Der Verlorene
- 1952: Rosen blühen auf dem Heidegrab
- 1952: Lockende Sterne
- 1953: Keine Angst vor großen Tieren
- 1953: Das singende Hotel
- 1953: Im Banne der Guarneri
- 1953: Vergiß die Liebe nicht
- 1953: Die verschlossene Tür
- 1954: Eine Liebesgeschichte
- 1954: Jenny stiehlt die Welt
- 1954: Mannequins für Rio
- 1954: Columbus entdeckt Krähwinkel
- 1954: Der Mann meines Lebens
- 1955: Musik im Blut
- 1955: Das Streichholz unterm Bett
- 1955: Unternehmen Schlafsack
- 1955: Wie konnte mir das passieren?
- 1955: Zwei blaue Augen
- 1956: Skandal um Dr. Vlimmen
- 1956: Die Ehe des Dr. med. Danwitz
- 1956: Ein Herz kehrt heim
- 1957: Das Herz von St. Pauli
- 1957: Für zwei Groschen Zärtlichkeit
- 1957: Kolportage
- 1958: Das Mädchen vom Moorhof
- 1958: Der Mann im Strom
- 1958: Herz ohne Gnade
- 1958: Die Brüder
- 1958: 13 kleine Esel und der Sonnenhof
- 1958: Der Maulkorb
- 1959: Auf St. Pauli ist der Teufel los (I magliari)
- 1959: Buddenbrooks – 2. Teil
- 1960: Die Bande des Schreckens
- 1960: Nach all der Zeit
- 1961: Bei Pichler stimmt die Kasse nicht
- 1962: Leben des Galilei
- 1962: Die Eingeschlossenen (I Sequestrati)
- 1962: Der Biberpelz
- 1963: Tim Frazer (Durbridge-Sechsteiler)
- 1963: Wassa Schelesnowa
- 1963–1966: Hafenpolizei (Serie, 39 Folgen)
- 1966–1970: Polizeifunk ruft (Serie)
- 1968: Über den Gehorsam. Szenen aus Deutschland
- 1969: Weh’ dem, der erbt
- 1969: Nennen Sie mich Alex
- 1970: Maximilian von Mexiko (Fernsehfilm)
- 1972: Doppelspiel in Paris
- 1972: Nicht Lob – noch Furcht. Graf Galen, Bischof von Münster
- 1974: Die Jungfrau von Orleans
- 1974: Derrick – Johanna
- 1974: Zinngeschrei
- 1979: Eckel und Binder
- 1983: Es gibt noch Haselnußsträucher

## Hörspiele (Auswahl)
- 1951: Günter Eich: Träume (Vierter Traum) – Regie: Fritz Schröder-Jahn (NWDR)
- 1953: Fred von Hoerschelmann – Das Schiff Esperanza – Regie: Otto Kurth (NWDR)
- 1954: Günter Eich: Das Jahr Lazertis – Regie: Fritz Schröder-Jahn (NWDR)
- 1954: Günter Eich: Sabeth – Regie: Gustav Burmester (NWDR)
- 1954: Friedrich Dürrenmatt: Herkules und der Stall des Augias – Regie: Gert Westphal (NWDR)
- 1955: Heinrich Böll: Anita und das Existenzminimum – Regie: Fritz Schröder-Jahn (NWDR)
- 1955: Friedrich Schiller: Maria Stuart – Regie: Gustav Burmester (NWDR)
- 1956: Bertolt Brecht: Das Verhör des Lukullus – Regie: Fritz Schröder-Jahn (NDR)
- 1957: Günter Eich: Die Brandung vor Setúbal – Regie: Fritz Schröder-Jahn (NDR, BR, hr)
- 1957–1962: Die Jagd nach dem Täter – Regie: diverse (NDR, 15 Folgen)
- 1962: Robert Louis Stevenson: Die Schatzinsel – Regie: Otto Kurth (BR)
- 1963: Otto Heinrich Kühner: Die Übungspatrone – Regie: Fritz Schröder-Jahn (NDR)